# ميخائيل دوران
ميخائيل دوران هو سياسي أمريكي، ولد في 1 نوفمبر 1827، وتوفي في 1915. نشط حزبياً في الحزب الديمقراطي. وقد انتخب عضو مجلس ولاية مينيسوتا ‏.